# Cetonana
Cetonana is een geslacht van spinnen uit de familie Trachelidae.

## Soorten
- Cetonana laticeps (Canestrini, 1868)
- Cetonana petrunkevitchi Mello-Leitão, 1945
- Cetonana shaanxiensis Jin, Yin & Zhang, 2017